# Dariana Hollingsworth
Dariana Hollingsworth Santana (San Juan, 17 giugno 1999) è una pallavolista portoricana, opposto delle Atenienses de Manatí.

## Carriera

### Club
Muove i primi passi nei tornei scolastici portoricani con il Colegio Adianez, prima di trasferirsi negli Stati Uniti d'America, dove riceve una borsa di studio dalla Missouri, con cui partecipa alla NCAA Division I dal 2017 al 2020 (con quest'ultimo torneo conclusosi nel 2021 a causa della pandemia di COVID-19 negli Stati Uniti d'America); disputa poi un'ulteriore annata nella lega universitaria, ma trasferendosi alla North Florida.
Nella stagione 2022-23 debutta da professionista in Finlandia, dove è di scena con il LiigaPloki in Lentopallon Mestaruusliiga, mentre nella stagione seguente approda nella Ligue A francese, indossando la casacca del Terville Florange. Torna poi in patria per prendere parte alla Liga de Voleibol Superior Femenino 2025 con le Atenienses de Manatí.

### Nazionale
Fa parte della nazionale portoricana under 18 che partecipa alla Coppa panamericana 2015, mentre con l'under 20 è di scena al campionato mondiale 2015, al campionato nordamericano 2016, dove viene insignita del premio come miglior realizzatrice, e alla Coppa panamericana 2017.
Nel 2023 debutta in nazionale maggiore alla NORCECA Final Four, dove conquista la medaglia d'oro, che bissa poi nelle edizioni 2024 e 2025, e poi si aggiudica l'argento alla Coppa panamericana, vincendo anche la medaglia di bronzo nell'edizione 2025 del medesimo torneo.

## Palmarès

### Nazionale (competizioni minori)
- NORCECA Final Four 2023
- Coppa panamericana 2023
- NORCECA Final Four 2024
- NORCECA Final Four 2025
- Coppa panamericana 2025

### Premi individuali
- 2016 - Campionato nordamericano under 20: Miglior realizzatrice